# Alejandro Peña Esclusa
El ingeniero Alejandro Peña Esclusa (Washington D. C., Estados Unidos, 3 de julio de 1954) es un escritor, analista y consultor político venezolano, 
Es presidente de la ONG Fuerza Solidaria y fundador de la Unión de Organizaciones Democráticas de América (UnoAmerica). En 1988 fue candidato a la presidencia de Venezuela. Fue uno de los primeros en denunciar los nexos de Hugo Chávez con Fidel Castro y con la guerrilla colombiana.

## Biografía
Es ingeniero mecánico de profesión, graduado en la Universidad Simón Bolívar de Caracas en 1977 y cursó estudios superiores en administración financiera en el Instituto de Estudios Superiores de Administración en 1981.
En la década de los años 80 fue fundador de la Organización política Partido Laboral Venezolano de tendencia nacionalista, el cual tenía como símbolo un tractor agrícola. En 1998 fue candidato a presidente de Venezuela en las elecciones presidenciales de Venezuela de 1998, recogiendo un total de 2.424 votos 0,04%. Peña Esclusa ha sido abierto opositor de Hugo Chávez desde 1994.

## Arresto
El 12 de julio de 2010, Peña Esclusa fue detenido en su casa por una unidad de inteligencia venezolana acusándolo de terrorismo, y de supuestamente guardar relación con Francisco Chávez Abarca. Fue recluido en El Helicoide. Antes de ser detenido él denunció en un vídeo publicado en internet que las autoridades estaban planteando evidencia falsa en su contra. El 20 de julio de 2011 lo liberaron condicionalmente: Prohibición de salida de Venezuela; Restricción de declaraciones de ningún tipo, incluyendo en redes sociales; y restricción de continuar con su trabajo político.
Ambos lados se acusan mutuamente de tratar de influir de forma irregular las elecciones parlamentarias en Venezuela el 26 de septiembre de 2010. El 29 de marzo de 2011, Indira de Peña Esclusa y otras esposas de presos en Venezuela presentaron ante la Comisión Interamericana de Derechos Humanos la petición de que sus esposos sean reconocidos como presos políticos. El día 20 de julio del mismo año, las autoridades expiden la boleta de excarcelación para Alejandro Peña Esclusa, aunque anuncian ciertas condiciones para su libertad.

## Libros
Programa de gobierno: Cómo hacer de Venezuela una potencia industrial
- 350: Cómo salvar a Venezuela del castro-comunismo (2005)
- El Continente de la Esperanza (2006)
- Arte clásico y buen gobierno
- El Foro de São Paulo contra Álvaro Uribe (2008)[9]
- El Foro de Sao Paulo, una amenaza continental
- El plan del Foro de Sao Paulo para destruir las Fuerzas Armadas (compilación)
- Desde los calabozos de Chávez
- La guerra cultural del Foro de Sao Paulo (en sus diferentes ediciones y traducciones)
- Los fraudes electorales del Foro de Sao Paulo (ídem)